# 馬爾卡班巴區
15°08′49″S 73°20′43″W / 15.1470°S 73.3452°W
馬爾卡班巴區（西班牙語：Distrito de Marcabamba），是秘魯的一個區，位於該國中南部阿亞庫喬大區的保卡爾德爾薩拉薩拉省，始建於1964年4月3日，面積122.5平方公里，海拔高度2,600米，2005年人口775，人口密度每平方公里6.3人。